# Staphylinoidea
Los estafilinoideos (Staphylinoidea) son una superfamilia de coleópteros polífagos; junto con la superfamilia Hydrophiloidea, constituyen el infraorden Staphyliniformia. Contiene siete familias y entre ellas destacan especialmente los Staphylinidae con unas 50.0000 especies.
Las antiguas familias Colonidae, Catopidae, Cholevidae y Leptinidae se incluyen dentro de Leiodidae, y las familias Micropeplidae, Pselaphidae y Scaphidiidae dentro de Staphylinidae.